# Georg XII av Kartli-Kakheti
Georg XII av Kartli-Kakheti, död 1800, var en georgisk monark. Han var kung i kungariket Kartli-Kakheti mellan 1798 och 1800.